# Jablanica (bergskedja)
Jablanica (makedonska: Јабланица) är en bergskedja på gränsen mellan Nordmakedonien och Albanien. Den högsta toppen är Crn Kamen, 2 257 meter över havet.